# Trechalea lomalinda
Trechalea lomalinda är en spindelart som beskrevs av James E. Carico 1993. Trechalea lomalinda ingår i släktet Trechalea och familjen Trechaleidae.
Artens utbredningsområde är Colombia. Inga underarter finns listade i Catalogue of Life.